# Propleura
Propleura, propleuron (łac. propleuron, propleurum, l.mn. propleura) – boczna część (pleura) pierwszego segmentu tułowia u sześcionogów, czyli przedtułowia. Może być błoniasta, tworzyć pojedynczy skleryt boczny, propleuryt, lub więcej sklerytów.
Propleury powstały w wyniku wbudowania się w ścianę ciała przedbiodrzy (łac. subcoxae) odnóży tułowiowych przedniej pary. Pierwotnie propleura formowała trzy skleryty: prosternopleuryt, prokoksopleuryt i proanapleuryt. Ten pierwszy u wszystkich współczesnych sześcionogów zlał się wtórnie z właściwym sklerytem przedpiersia (łac. proeusternum). Proanapleuryt i prokoksopleuryt (zwany też prokatapleurytem) zachowały swą odrębność u skrytoszczękich, rybików, przerzutek i widelnic. Koksopleuryt tworzy stawowe połączenie z biodrem. W innych liniach ewolucyjnych proanapleuryt i prokoksopleuryt zlały się w jednolity mezopleuryt, który później mógł ulegać wtórnym podziałom. Owady uskrzydlone często mają propleuryt podzielony z góry na dół na przedni proepisternit (łac. proepisternum) i tylny proepimeryt (łac. proepimeron). Podział ten biegnie szwem propleuralnym (łac. sutura propleuralis), któremu od wewnątrz odpowiada listwa propleuralna. Proepimeron często ulega redukcji lub zrośnięciu z brzegiem przedplecza. Proepisternum często połączone jest stawowo z bocznymi sklerytami szyjnymi (łac. cervicalia); skleryty te mogą być też z nim scalone, formując ramiona podtrzymujące głowę. Rejon proepisternitu wyciągnięty ku dołowi przed panewkami przednich bioder to mostek przedbiodrowy (łac. precoxale), a ten wyciągnięty ku dołowi za ich panewkami to mostek zabiodrowy (łac. postcoxale). Oba lub jeden z mostków przechodzić mogą płynnie w przedpiersie. U wielu grup owadów uskrzydlonych między tymi mostkami leży jeszcze pozostałość prokoksopleurytu w postaci odkrytego lub ukrytego krętarzyka (łac. protrochantin), aczkolwiek u zaawansowanych ewolucyjnie grup może on zanikać.
U niektórych prostoskrzydłych proepisternity są w większej części ukryte pod podgięciami przedplecza.
Chrząszcze z podrzędów Archostemata, Myxophaga i Adephaga mają propleury oddzielone od przedplecza (a właściwie od jego podgięć, czyli hypomeronów) szwami notopleuralnymi, a od przedpiersia szwami sternopleuralnymi. Propleurę dzieli się na znacznie większy proepisternit i mniejszy, zamykający od tyłu panewkę biodra proepimeryt, jednak między elementami tymi brak szwu pleuralnego. U chrząszczy wielożernych propleura jest zredukowana i przemieszczona do wnętrza panewki biodrowej (tworzy endopleurę), wskutek czego hypomerony graniczą z przedpiersiem. Przedni krętarzyk jest dobrze wyodrębniony i widoczny u większości Archostemata, zredukowany i zasłonięty propleurą u Adephaga, a zrośnięty z propleurą u Myxophaga i chrząszczy wielożernych.
U błonkówek propleury są przesunięte na brzuszną stronę przedtułowia i odpowiadają za ruchome połączenie z nim głowy.
Wśród muchówek dobrze rozwinięte propleury z zaznaczonym podziałem na proepisternit i proepimeryt znaleźć można u przedstawicieli podrzędu długoczułkich. U muchówek krótkoczułkich całe boczne powierzchnie tułowia zajmują mezopleury, zaś propleury zredukowane są do formy wąskich listewek ponad biodrami przedniej pary. Na propleurze obecnych być może od jednej do kilku szczecinek propleuralnych.